# ایوا لندکا
ایوا لندکا (انگلیسی: Iva Landeka؛ زادهٔ ۳ اکتبر ۱۹۸۹) بازیکن فوتبال اهل کرواسی است.
از باشگاه‌هایی که در آن بازی کرده‌است می‌توان به باشگاه فوتبال روزنگرد و باشگاه فوتبال زنان مون‌پلیه اشاره کرد.
وی همچنین در تیم ملی فوتبال زنان کرواسی بازی کرده‌است.